# College (serie televisiva)
College è una serie televisiva andata in onda il martedì alle 20:30 su Italia 1 a partire dal 6 marzo al 5 giugno 1990 per un totale di 14 episodi. Sequel a sé stante dell'omonimo film del 1984.

## Trama
In un paesino della Toscana convivono i cadetti della base militare Admiral Academy e le ragazze dell’istituto femminile Victoria College. Tra scherzi, goliardate, fughe d’amore e travestimenti, i rappresentanti di entrambe le istituzioni fanno a gara nel combinarne di tutti i colori.

## Personaggi

### Admiral Academy
Marco PoggiIl protagonista riceve la chiamata alle armi subito prima del matrimonio con Arianna e, partendo immediatamente, non si rende conto che l'accettazione è facoltativa; Arianna, scoprendolo, immagina che lui lo abbia fatto di proposito per non sposarla e lo tratta in malo modo, e per questo lui decide di partire ugualmente. Un personaggio carismatico ed affabile quanto basta per spiccare fra i compagni. È il fautore della maggior parte degli scherzi che i cadetti fanno alle collegiali.
Carletto StaccioliPaffutello, ingenuo e di buon cuore, Carletto è un pacifico imbranato paragonabile al Bruno Sacchi de I ragazzi della 3ª C, ruolo precedente dell'attore.
Pietro Rocco, detto "Roccia"Ingenuo, palestrato e con la passione per le armi, il personaggio può ricordare Eugene Tackleberry della serie cinematografica americana di film Scuola di polizia.
Diego SanchezIl classico amante latino. Di origine spagnola, ha avuto un padre torero morto durante una corrida. Vive circondato da bellissime ragazze conquistate grazie al suo fascino irresistibile; dispensa consigli di seduzione ai compagni meno disinvolti. Riesce addirittura a intuire che, a seguito di una sfida, le collegiali hanno infiltrato una loro compagna facendola passare per uomo: il suo sesto senso di dongiovanni gli consente infatti di individuare il falso compagno, per il quale prova un'ispiegabile attrazione: dapprima ne sarà turbato, ma in un secondo momento capirà che si tratta realmente di una donna.
Paul DuPontRagazzo di origini francesi, amante del gioco d'azzardo e con uno spiccato senso degli affari, sempre pronto a fare soldi ricorrendo alle carte da gioco; organizzatore di bische e riffe è colui al quale gli altri si rivolgono quando hanno bisogno di racimolare danaro in poco tempo, è praticamente imbattibile a poker.
Capitano SaliceFerreo militare che tenta di mandare avanti l'accademia in modo ineccepibile, cerca di essere burbero ma finisce per essere comico; e, per quanto si impegni, spesso non riesce a impedire le uscite clandestine e le stravaganti iniziative di Marco e degli altri cadetti. L'immagine del capitano acquisterà maggior lustro tra i cadetti quando riuscirà a conquistare la temibile Müller.
Caporale Emilio BaldaniPersonalità un po' viscida, quella dell'assistente personale del capitano Salice, al quale si accompagna costantemente, pronto a servirlo con eccesso di zelo e a smascherare le piccole infrazioni commesse dai cadetti. Un personaggio che può ricordare Proctor della serie cinematografica Scuola di polizia.
Colonnello Armando MadisonComandante dell'accademia, è una persona piuttosto affabile e paterna nei confronti dei cadetti. Appassionato di modellismo e fumetti Disney, può essere avvicinato alla figura mansueta del Comandante Lassard della saga di Scuola di polizia. Prova attrazione per la direttrice del collegio femminile.

### Victoria College
Arianna SilvestriLa protagonista femminile principale, dopo la partenza di Marco, decide di iscriversi al Victoria College, che si trova nei pressi dell'accademia, per poterlo controllare. Qui fa amicizia con un gruppo di ragazze e, grazie al proprio carisma, ne diventa in pratica la guida; ha un carattere deciso e geloso, e il suo rapporto di amore-conflitto con Marco è uno dei temi principali della serie.
Cinzia BernardiniL'intellettuale del gruppo, è colei che prende sempre buoni voti nello studio, anche se può avere problemi in esercizi pratici come quelli di portamento; si rivela anche in grado di costruire una ricetrasmittente per spiare le conversazioni dei ragazzi.
Wally ChiaroRagazza dallo spiccato spirito sportivo, è sempre intenta ad allenarsi. Grazie ai capelli corti e al fisico atletico e longilineo, arriverà perfino a fingersi un uomo per dimostrare il proprio valore negli allenamenti militari dei cadetti.
Beatrice BarbieriLa più altezzosa del gruppo, ricca di famiglia e amica di divi e nobili, soprattutto di Stephanie Di Monaco, che cita spesso. È indolente e costringe coloro che vogliano uscire con lei a dimostrare (spesso fingendo) un tenore di vita più che agiato; esperta di moda e tendenze, riesce sempre a dettare la linea in fatto di eleganza.
Samantha AlbaniLa collegiale più spregiudicata del gruppo, con il chiodo fisso del sesso, viene spesso còlta in atteggiamenti equivoci con i cadetti. Riesce spesso, durante la serie, a sbrogliare situazioni difficili e a salvare le compagne grazie al sapiente sfruttamento della propria sensualità.
Prof.ssa MüllerGlaciale professoressa tedesca, segue da vicino tutte le attività del collegio; è molto intransigente ed è solita dare ordini, intimidendo l'interlocutore con un frustino. È più temuta rispetto al capitano Salice (e prova per quest'ultimo una sorta di attrazione che culminerà, nell'episodio Ospiti desiderate, in un rapporto sessuale nel retrobottega del Bar Marcello (unica occasione in cui la si vedrà in biancheria e con i capelli sciolti) e non vede di buon occhio i cadetti che ronzano attorno alle sue collegiali. Esperta di arti marziali (insegnerà a Marco Poggi una mossa che gli consentirà di vincere un torneo militare), per tutta la serie indosserà un castigato e lineare tailleur grigio che ricorda vagamente le uniformi femminili della Germania nazista, e i capelli raccolti in una crocchia.
Sig.ra RicciSolitamente pacata, ma all'occorrenza risoluta e anche — seppur raramente — quasi isterica direttrice del collegio, in alcune occasioni sembra provare un interesse romantico nei confronti del Colonnello Madison.

### Altri
Alberto, il d.j.
Cadetto interpretato da Lucio Gardin, specializzato in comunicazioni radio nonché disc jockey incallito, sulla sua divisa esibisce anche i simboli di bande rocchettare come AC/DC e Led Zeppelin.
MarcelloIl gestore del bar in cui i cadetti e le collegiali sono soliti passare il tempo libero. Trovandosi in mezzo ai due gruppi, talvolta finisce invischiato nelle vicende dei giovani. In un episodio, per ottenere l'attenzione di una donna di cui si è follemente innamorato, arriverà addirittura a fingersi capitano dell'accademia navale.
I MangosiBanda di teppisti motorizzati composta di due uomini e una donna, i Mangosi cercano di commettere furti e rapine da veri duri, ma goffaggine e la loro stupidità mandano costantemente a monte i loro piani.
I poliziottiNella serie è una presenza ricorrente una coppia di poliziotti, Al e Slim, con tanto di cane chiamato Sherlock; non particolarmente intelligenti, nel corso della serie hanno che fare più volte sia con i Mangosi sia con i ragazzi.

## Produzione
Le puntate vennero dirette da Lorenzo Castellano e Federico Moccia, figli dei registi Castellano e Pipolo che furono i registi dell'omonimo film del 1984 nonché ideatori della serie.
Le musiche sono curate da un altro figlio d'arte: Claudio Simonetti.
La protagonista femminile è Federica Moro, Miss Italia nel 1982 e già interprete anche del film, mentre la sua controparte maschile, nonché fidanzato, è l'olandese Keith Van Hoven che sostituisce l'interprete della versione cinematografica Christian Vadim.
Il collegio in questione è femminile ed è posizionato nei pressi di un'Accademia navale, riconducibile all'Accademia navale di Livorno, in Toscana.
Tra un compito da fare ed un esercizio da svolgere, cadetti e collegiali si incontrano e scontrano, senza – quasi mai –superare il limite di castissimi baci.
Abbondano, invece, le botte che gli uomini prendono dalle donne, mai l'inverso.
Una caratteristica delle coppie formatesi è l'abbinamento di caratteri simili od opposti delle due parti.
Pur essendoci due dei personaggi presi dal film originale College del 1984, la trama seguirà una storia a parte rispetto al suo omonimo film.
Tra gli altri interpreti, spicca il comandante dell'Accademia un elegante e paterno George Hilton, nonché altri due cadetti provenienti direttamente da I ragazzi della 3ª C: Fabio Ferrari, qui non più "simpaticone di turno", ma prodigo ruffiano, ed il solito "imbranato e un po' bambacione" Fabrizio Bracconeri.
Il telefilm è stato prodotto da Reteitalia fu trasmesso su Italia 1, ed ha avuto ottimi risultati negli ascolti, con punte di 6 milioni di telespettatori a puntata anche nelle repliche trasmesse successivamente.
Girato nel 1989 ed andato in onda nel 1990, successivamente è stato riproposto in replica sia su Italia 1 che su altre reti Mediaset, come Happy Channel, Italia 2 e Mediaset Extra.

## Episodi
| Stagione       | Episodi | Prima TV Italia |
| -------------- | ------- | --------------- |
| Prima stagione | 14      | 1990            |